# 東馬込
東馬込（日语：／ Higashi-magome */?）是東京都大田區的町名。現行行政地名為東馬込一丁目與東馬込二丁目。2013年8月1日為止的人口有6,178人。

## 地理
位於東京都大田區北部。北與東鄰品川區西大井。東南鄰山王。南至環七通，接南馬込。西至第二京濱，接北馬込。町域內有橫須賀線（品鶴線）穿越，但未設站。東馬込主要為住宅區。

## 歷史
1965年（昭和40年），馬込東二～四丁目各一部分合併成立東馬込。

### 地名由來
位於馬込的東部而得名。

## 設施
- 朋優學院馬込校舍（本部在品川區西大井）。

## 交通
町域西端的第二京濱下有都營淺草線馬込站（北馬込）。此外還可利用附近的巴士路線。

## 備註
1. ↑  .   [2013-08-20]. （原始内容存档于2014-02-18）.